# Владимир Мегре
Владимир Мегре (рус. Влади́мир Никола́евич Мегре́, Кузничи, 23. јул 1950) је руски предузетник и писац, познат по серијалу романа Звонећи кедри Русије.

## Биографија
Владимир Мегре рођен је 1950. године као Владимир Николајевич Пузаков у селу Кузничи, у Чернигивској области, у Совјетском Савезу (данас у Украјини). Већи део детињства провео је са својом баком Ефросинијом Верхушом, сеоском исцелитељком. Као тинејџер, са 16 година, напустио је родитељски дом и започео самостални живот. Од 1974. године живео је у Новосибирску, где је радио као фотограф.
На почетку Перестројке (крајем 80-их година 20. века) био је председник Међурегионалног удружења сибирских предузетника.
У пролеће 1994. године Мегре је први пут, са флотом речних пароброда, отишао у дубину сибирске тајге, на једно од својих пословних путовања по реци Об. Експедиција је трајала око четири месеца, рутом Новосибирск - Салехард - Новосибирск, а њен циљ је био проналажење економских веза са регионима крајњег севера Русије. Пошто се усидрио код једног сеоцета са свега неколико кућа, пришла су му два старца замоливши га да им да педесетак људи који би пошли са њима двадесет пет километара у дубину тајге и посекли такозвани "Звонећи кедар". И поред свих њихових чудноватих објашњења због чега је то тако важно, Мегре није пристао. Следеће године опет је, истом маршрутом, кренуо на ново путовање. Изашавши на обалу, отприлике на истом месту где и претходне године, сусрео се са девојком Анастазијом, усамљеницом из сибирске тајге, која га је инспирисала да започне писање серијала књига "Звонећи кедри Русије". Дотадашњи предузетник почео је да пише езотеричне књиге о филозофији живљења на један "нов” начин.
Мегре је данас један од најчитанијих и најпродаванијих писаца Русије. Гост је на књижевним вечерима широм Русије, као и у свету, а његови највернији читаоци оснивају клубове обожавалаца.

## Серијал "Звонећи кедри Русије"
"Звонећи кедри Русије" (Звенящие кедры России) је серијал од десет књига из области езотерије.
Прва књига, "Анастасија”, из серијала "Звонећи кедри Русије” изашла је 1999. године у малом тиражу од свега 2000 примерака. Мегре ју је продавао испред метро станица и на улици, са неколицином својих пријатеља. Први тираж је разграбљен.
Десет књига из серијала "Звонећи кедри Русије" Владимир Мегре је написао у периоду од 1996. до 2010. године. Књиге су преведене на 23 језика, а до сада је продато 11 милиона примерака. Године 1999. Мегре је основао Анастасиа фондацију за културу и креативну подршку у граду Владимиру. Читаоци и конференције за штампу одржавају се у Русији и иностранству. У Србији је објављено свих десет књига овог серијала. Прва књига, "Анастасија", објављена је 2004. године.
Мегре пише час веома обичним, скоро простачким језиком, час префињеним стихом. Обухвата десетине тема, од одгајања деце до вртларства, од авантуре до смисла људског живота, од науке о мегалитима до дојења, од сексуалности до религије... Он у својим књигама представља визију духовне везе човека са природом, која помаже човечанству да разуме само себе и излечи планету Земљу.

### Наслови објављени у серијалу
1. Анастасија (Анастасия, 1996)[4]
2. Звонећи кедри Русије (Звенящие Кедры России, 1997)
3. Пространство Љубави (Пространство Любви, 1998)
4. Стварање (Сотворение, 1999)
5. Ко смо ми? (Кто же мы?, 2001)
6. Завичајна књига (Родовая Книга, 2002)
7. Енергија Живота (Энергия Жизни, 2003)
8. Нова цивилизација, 1. део (Новая цивилизация, Часть 1, 2005)
9. Нова цивилизација, 2. део – Обреди Љубави (Новая цивилизация, Часть 2 – Обряды любви, 2006)
10. Анаста (Анаста, 2010)

У оквиру серијала објављена је и збирка "Параболе" (Притча), која садржи приче о моралности из поглавља у серијалу "Звонећи кедри русије".

## Контроверзе
Велика популарност Мегреових књига и идеја изазвала је и контроверзна мишљења. У Русији је на ту тему објављена књига "Специјална операција 'Звонећи кедри Русије' - Ко и зашто нас тера у 'хектарни рај'" (Спецоперация "Звенящие кедры России". Кто и зачем загоняет нас в "гектарный рай"). Аутори ове књиге, Дмитри Баида и Елена Љубимова, сматрају идеју коју промовише серијал "Звонећи кедри Русије" идеолошком диверзијом у циљу обмане и манипулације свешћу читалаца. Верују да Владимир Мегре није био у стању да створи тако промишљено и софистицирано и професионално изведено идеолошко дело, већ да иза свега стоји моћна и добро финансирана организација са добро обученим особљем и добро дефинисаним задацима. Коаутори ове књиге своје ставове базирају на сопственом искуству и настоје да упозоре друге могуће следбенике Мегреових идеја, како не би правили сличне грешке.